# 熊坦
熊坦（1514年—？），字履道，號柳湖，湖廣武昌府興國州民籍，通山縣人，明朝政治人物。

## 生平
嘉靖三十一年（1552年）壬子科湖廣鄉試第五十四名，后參加會試第三百五十名。嘉靖三十二年，登進士第三甲第二百二十一名。户部观政，授广东新会知县，卒。

## 家族
曾祖熊福源；祖父熊朝瓚，曾任壽官；父熊伯山，曾任府通判。母吳氏；繼母舒氏。兄熊轼、熊岵（生员）、熊美（生员）、熊岱、熊掌、弟熊調、熊垣（生员）、熊盖、熊增、熊塤。